# 保手浜弘規
保手浜 弘規（ほてはま ひろき、1930年12月15日 - 2011年12月）は、日本の実業家、馬主。
精密プレス加工金型の製作などを手掛ける、株式会社城南製作所の代表取締役社長を務めていた。

## 経歴
1930年、東京都出身。愛媛県三島町（大三島町の誤記か）を故郷としている記載もある。本名は「保手浜弘規」だが、のちに「忠弘」へ改名している（日本中央競馬会の馬主登録は本名）。1953年に早稲田大学社会科学部を卒業。一時は銀行に勤めていたが、父が倒れたことで実家の保手浜精器製作所に入社、1960年に同社常務となる。その後独立し1961年に城南製作所、1962年に城南商事を設立し代表取締役を務めた。
2011年、12月8日までに死去していたことが馬主である西山茂行により明かされた。80歳没。

## 馬主活動

保手浜の勝負服

日本中央競馬会（JRA）および地方競馬全国協会（NAR）に登録していた馬主としても知られた。冠名は中央と地方で使い分けており、前者には大山祇神社に「戦いの神」が祀られていることから「カミノ」、自身のイニシャル（Tadahiro Hotehama）より「ティエッチ」、後者には大井競馬場近くの穴守稲荷によく参拝していたことから「イナリ」を用いた。勝負服の柄は桃、紫袖、紫鋸歯形。地方競馬では改名後の「忠弘」の名で馬主登録しており、代表的な所有馬で大井競馬出身のイナリワンは、先述の改名を経て出会えた馬であったという。また、1993年8月16日から2000年3月まで東京馬主協会会長を務めていた。
馬主となったきっかけは、独立後、仕事上での付き合いの際に馬主であった先輩から「男の道楽は競馬だよ」と言われたこと。キャリア初期は所有馬についてはすべて調教師に任せていたがなかなか勝利することができず、自身でも血統などを勉強するようなってついに勝つことができたと保手浜は語っている。
馬主としては伊達秀和と親しかったといい、保手浜が過労で肝臓を悪くした際には共に禁煙を誓ったという。

### 朝日新聞との訴訟
2000年9月29日、『週刊朝日』において東京馬主協会会長の保手浜が場外馬券場の建設計画に絡み多額の現金を受け取ったという報道がなされた。本人はこの時点で現金の収受を否定していたが、のちに受け取っていたことが明らかとなっている。これを報じた記事に関し、保手浜は朝日新聞社を相手に名誉棄損として訴えを起こした。2002年5月13日、東京地裁は「疑惑」という言葉の多用に対し名誉棄損を認め220万円の支払いを朝日新聞社に命じたが、同社は控訴。2003年1月29日の東京高裁の判決では、地裁の判決から一転し記事の表現は不法行為にあたらないとして一審判決を取り消し・保手浜の請求を棄却した。

## 主な所有馬

### GⅠ級競走優勝馬
- カミノテシオ[注釈 5]（1973年京成杯、1974年天皇賞・秋）
- イナリワン（1988年東京大賞典、1989年天皇賞・春、宝塚記念、有馬記念など）

### 重賞競走優勝馬
- メリーダンサー（1970年京都大障害・秋、1971年東京障害特別・春）
- カミノチドリ（1974年牝馬東京タイムズ杯）
- カミノハヤブサ（1978年東北記念）
- カミノスミレ（1982年目黒記念・春）
- ワイルドトルーン（1997年ゴールドカップ、戸塚記念）
- ロイヤルスター（2000年OROカップ）
- イナリコンコルド（1999年アフター5スター賞、2000年金盃、大井記念、東京記念）